# Donja Kamenica
Pour l’article homonyme, voir Donja Kamenica (Zvornik).
Donja Kamenica (en serbe cyrillique : Доња Каменица) est un village de Serbie situé dans la municipalité de Knjaževac, district de Zaječar. Au recensement de 2011, il comptait 217 habitants.
Donja Kamenica est située sur les bords du Trgoviški Timok.

## Démographie
| 1948  | 1953  | 1961  | 1971 | 1981 | 1991 | 2002 | 2011 |
| ----- | ----- | ----- | ---- | ---- | ---- | ---- | ---- |
| 1 169 | 1 166 | 1 031 | 750  | 618  | 484  | 360  | 217  |

|  |